# جامع سيدي محمد شريف
جامع سيدي محمد شريف هو مسجد قديم قائم في القصبة بولاية الجزائر. يقع في قلب القصبة، وفيه ضريح الولي «سيدي محمد الشريف» المتوفى سنة 1543. المصنف تراثا عالميا من طرف اليونسكو.

## الموقع
يقع جامع سيدي محمد شريف في قلب قصبة الجزائر المتواجد بالقرب من مسجد سفير مازال هو الآخر صامدا ويضم ضريح سيدي محمد شريف، في موقع جميل دعا إليه الفنانون: كارفور فرومنتين. إن الشخص المقدس المدفون هناك منذ عام 1511 - عام حملة شارل الخامس - هو موضع تبجيل كبير من جانب النساء المسلمات. إنه في الواقع، للواتي يرغبن في تذوق أفراح الأمومة، يأتون هنا لوضع رغباتهم.

## التاريخ
مما ذكره المؤرخ الفرنسي في وصفه للضريح : أرفقت زاوية بهذا الضريح.حيث يذكر بيان إنفاق قديم لهذه المؤسسة، من بين أمور أخرى، شراء ستين لترًا من الزيت للإضاءة - من عدد من الحصائر - وأيضًا خمسة وعشرين رطلاً من السكر «للمشروب المقدم للعلماء الذين يأتون هناك لتكريس أنفسهم». كانت الزاوية رحمة بالفقراء. وقد عرضت عليهم، يوم عيد مولود العظيم، وثيقة: «ثيران، وثمانية عشر قمحًا من القمح، وثلاثون رطلاً من الزبدة، وعشرة أحمال من الخشب، وستة قياسات من الزيت، وما إلى ذلك». 
حوّله الفرنسيون إلى مدرسة وملحقات مختلفة.

## الوصف
عند مدخل المرابط، توجد نافورة بها لوحة من الفسيفساء القديمة ومظلة مزخرفة.

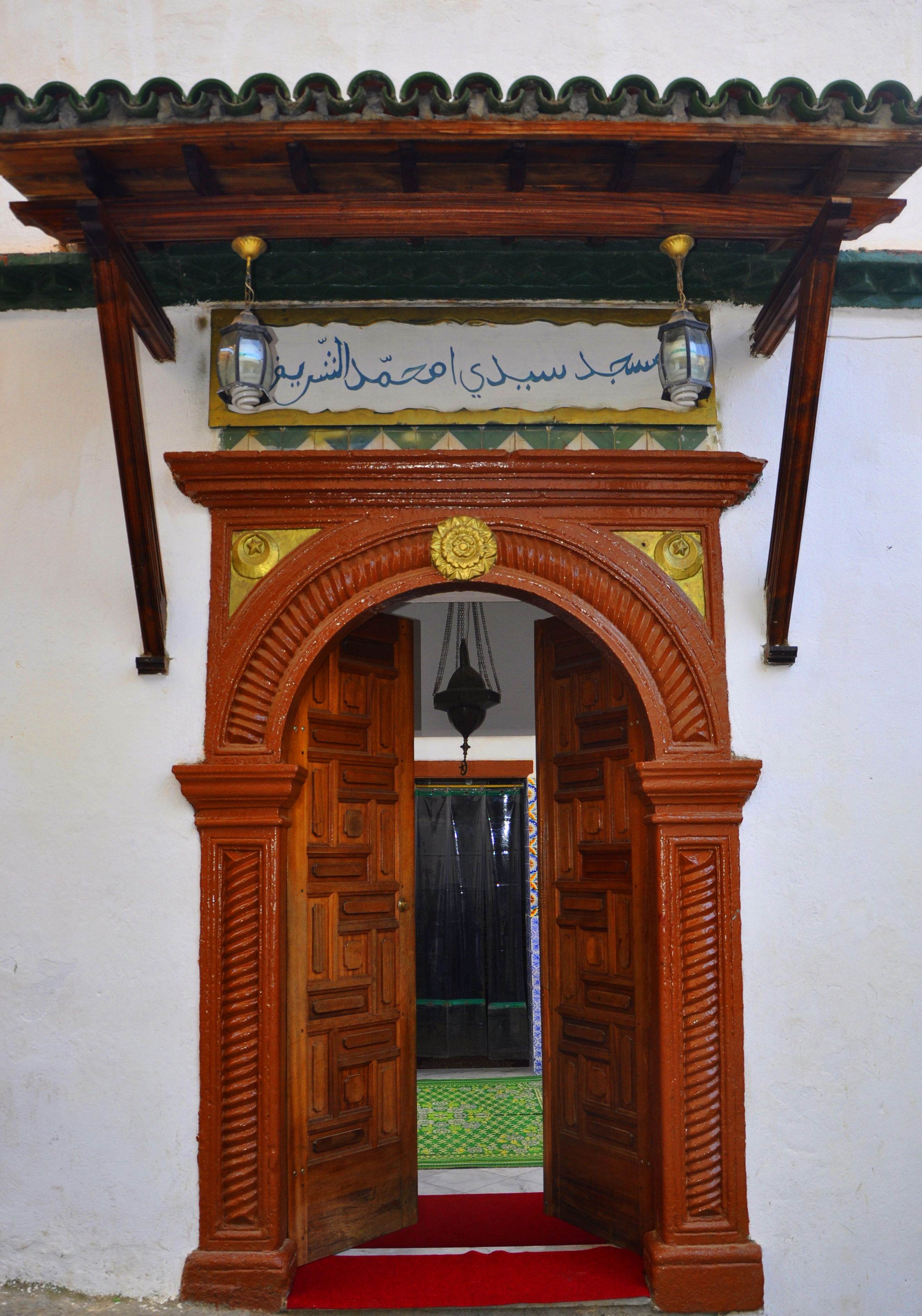